# Medeotrogus linnavuorii
Medeotrogus linnavuorii är en skalbaggsart som beskrevs av Keith 2001. Medeotrogus linnavuorii ingår i släktet Medeotrogus och familjen Melolonthidae. Inga underarter finns listade i Catalogue of Life.